# خوان ريكاردو رولدان
خوان ريكاردو رولدان (بالإسبانية: Juan Roldán)‏ هو لاعب كرة قدم مكسيكي في مركز حراسة المرمى، ولد في 31 مارس 1986 في Lagos de Moreno ‏ في المكسيك. لعب مع زاكاتيبيك وكلوب ليون.

## وصلات خارجية
- خوان ريكاردو رولدان على موقع قاعدة بيانات كرة القدم.إي يو (الإنجليزية)
- خوان ريكاردو رولدان على موقع Soccerway.com (الإنجليزية)